# Chris Kalkman
Christiaan (Chris) Kalkman (Nieuwesluis (Heenvliet), 6 september 1887 – Poortugaal, 3 mei 1950) was een Nederlands wegwielrenner.
Kalkman was professioneel wielrenner tussen 1912 en 1918.
Hij werd Nederlands wegkampioen in 1909 en 1914 en was daarnaast winnaar van de eerste editie van Olympia's Tour in 1909.

## Belangrijkste overwinningen
1909
- 1e etappe Olympia's Tour
- Eindklassement Olympia's Tour
- Nederlands kampioenschap wielrennen op de weg, elite

1914
- Nederlands kampioenschap wielrennen op de weg, elite[4]